# Mount Stanford
Mount Stanford je hora na jihovýchodě pohoří Sierra Nevada, v Tulare County, v Kalifornii. Nachází se v okolí nejvyšší hory Sierry Nevady Mount Whitney. Mount Stanford náleží s nadmořskou výškou 4 259 metrů mezi patnáct nejvyšších vrcholů Kalifornie.
Mateřským vrcholem hory je Mount Keith, který leží 4,7 kilometru východně. Mount Stanford leží na jihovýchodní hranici Národního parku Kings Canyon. Z dalších význačných vrcholů se v těsné blízkosti nachází Mount Ericsson (4 140 m) a Caltech Peak (4 218 m). Druhá nejvyšší hora Sierry Mount Williamson leží 9,2 kilometrů jihovýchodně, Mount Whitney 17 kilometrů jihovýchodně.
Mount Stanford je od roku 1896 pojmenovaný podle Stanfordovy univerzity.